# Sadovo (distrikt i Bulgarien, Varna)
Sadovo (bulgariska: Садово) är ett distrikt i Bulgarien.   Det ligger i kommunen Obsjtina Avren och regionen Oblast Varna, i den östra delen av landet, 400 km öster om huvudstaden Sofia.
Omgivningarna runt Sadovo är en mosaik av jordbruksmark och naturlig växtlighet. Runt Sadovo är det ganska glesbefolkat, med 22 invånare per kvadratkilometer.